# 安多哥市場槍擊案
泰國標準時間2025年7月28日中午12時31分，泰國曼谷挽賜區安多哥市場發生一宗大規模槍擊案。
一名槍手在市場內捐款點附近開槍掃射，造成4名保安與一名攤販死亡，另有2名女子受傷。該名槍手隨後飲彈自盡，當場死亡。

## 背景
泰國的民間槍械擁有率在東南亞屬最高，平均每百人擁有15.1支槍。據估計，泰國有逾1034萬名民間槍械持有者，惟當中僅有622萬支槍獲得合法註冊。槍枝兇殺案在泰國亦十分普遍，其數字為東南亞之最，比菲律賓高出近五成。雖然泰國的槍械法例相對嚴謹，但槍擊案並不罕見，該國近年曾接連發生多宗槍擊命案。
安多哥市場位於曼谷挽賜區，是一個大型鮮活市場，對面為洽圖洽週末市集。

## 槍擊案
兇手首先在SC Park附近劫持一輛計程車，持槍威脅司機將他載至安多哥市場。車輛最終停泊在市場的1號閘門旁，槍手隨即下車，於中午12時31分左右向保安人員開槍，當場殺死3人。
其後，兇手進入市場一幢建築物，目標是尋找名為「Nan先生」的保安。兩人早於2020年起便因一宗爭執而結怨。當槍手找到Nan先生後，向他連開數槍將其殺害。之後他從建築物內追趕其他保安至市場內部，一路開槍，造成一名攤販死亡，並令2名女子受傷。
最終，兇手坐在市場內一張長椅上，舉槍自盡。
2名傷者已被送往帕亞泰2國際醫院救治。

## 行兇者
涉案槍手為61歲的諾伊·派拉丹，來自那空叻差是瑪府孔縣。派拉丹曾於該市場任職，並與保安Nan長期不和。據報，兩人衝突始於2020年，當時派拉丹曾駕車送妻子到市場售賣乾貨，並將車輛停泊於場內。其後，有指Nan曾以利器割劃其車輛，引發爭執。